# Іловлінський район
Іловлінський муніципальний район — муніципальне утворення у Волгоградській області.
Адміністративний центр — робітниче селище Іловля.

## Географія
Район розташований в центральній частині Волгоградської області, в степовій зоні, в межиріччі річок Дон, Іловля та Волга на Донській гряді в південній частині Приволзької височини. На території району розташовуються заказник Задонський і природний парк Донський.